# Walter Steins Bisschop

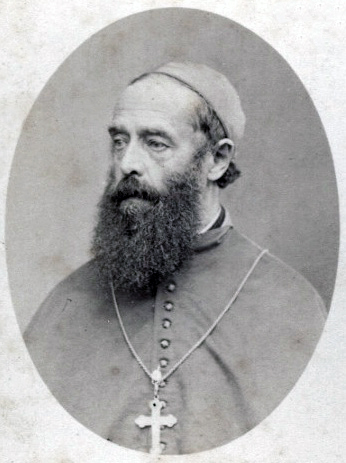
Erzbischof Walter Steins Bisschop

Walter Herman Jacobus Steins Bisschop (* 1. Juli 1810 in Amsterdam, Niederlande; † 7. September 1881 in Sydney) war Jesuit, Apostolischer Vikar von Bombay, dann von West-Bengalen (Kalkutta), danach Bischof von Auckland, Neuseeland. Er trug den persönlichen Titel eines Erzbischofs.

## Leben und Wirken
Walter Steins Bisschop erhielt seine Ausbildung an den Jesuitenkollegien in St. Acheul, dann in Freiburg in der Schweiz und schließlich in Amiens. 1832 trat er als Novize in den Jesuitenorden ein, empfing am 8. September 1842 die Priesterweihe und legte seine ewige Profess 1849 ab.
Pater Steins Bisschop wollte in die Überseemission und wurde von seinen Oberen nach Indien entsandt. Hier war er zunächst im Apostolischen Vikariat Bombay als Seelsorger tätig.
Am 10. Oktober 1860 ernannte ihn Papst Pius IX. zum Apostolischen Vikar von Bombay und zum Titularbischof von Nilopolis. Die Bischofsweihe spendete ihm Kardinal Matthäus Eustachius Gonella (1811–1870) am 29. Juni 1861. Mit Datum vom 11. Januar 1867 wechselte Walter Steins Bisschop von Bombay nach Kalkutta und amtierte dort als Apostolischer Vikar von West-Bengalen, gleichzeitig wurde er Titularerzbischof von Bostra. Hier in Kalkutta wirkte er – wie schon zuvor in Bombay – mit großem Engagement, wobei er sich besonders um Schulen und Waisenhäuser sowie um die Missionierung des Stammes der Santal bemühte.
Wegen gesundheitlicher Probleme kehrte Bischof Steins Bisschop nach Europa zurück und hielt sich im Jesuitenkolleg von Conflans-sur-Seine, heute ein Ortsteil von Charenton-le-Pont auf. 1870 nahm er als stimmberechtigter Konzilsvater am 1. Vatikanischen Konzil teil.
Bischof Walter Steins Bisschop erbat sich nach seiner Gesundung einen neuen Einsatz in der Mission, worauf man ihn am 15. Mai 1879 zum Bischof von Auckland in Neuseeland bestimmte. Hier traf er am 3. Dezember des Jahres ein. Seine dortige Tätigkeit war nur von kurzer Dauer, der Bischof verstarb schon am 7. September 1881 in Sydney.